# Kiraz (dessinateur)
Pour les articles homonymes, voir Kiraz.
Kiraz, pseudonyme d'Edmond Kirazian, né le 25 août 1923 au Caire (Égypte) et mort le 11 août 2020 à Paris, est un dessinateur de presse français, connu pour être le créateur des Parisiennes.

## Biographie

### Les débuts
Edmond Kirazian naît le 25 août 1923 au Caire de parents francophiles d'origine arménienne : il est prénommé Edmond en hommage à Edmond Rostand [réf. nécessaire]. Ses parents, Léon Kiraz et Eliz Setyan, sont venus de Turquie et se sont installés en Égypte. À dix ans, il exécute sa première peinture, visible des deux côtés, car il ignore comment on apprête une toile. L’œuvre se trouve à présent dans l’église arménienne de Bagdad, où chacun peut l’admirer « comme une peinture miraculeuse ». Edmond étudie au collège des frères des Écoles chrétiennes. Il parle arménien, arabe, français et anglais. Il n'a pas de formation artistique : « Je n’ai jamais fait d’études artistiques, jamais ! D’ailleurs, je trouve que cela coupe tout ! ».
À 17 ans, il entame sous le nom de « Kiraz » une carrière de dessinateur politique dans des journaux égyptiens : Image, la revue des troupes britanniques Parade, le quotidien de langue française La Réforme d’Alexandrie, l’hebdomadaire de langue arabe Al Moussavar, l’hebdomadaire Al Itnein… Il devient un caricaturiste réputé, et gagne fort bien sa vie : « Mon père était directeur aux Télégraphes et Téléphones et je gagnais l’équivalent de cinq fois son salaire ! » En 1942, Kiraz, qui produit jusqu’à cinq dessins par jour, découvre avec enthousiasme le travail de David Low, dessinateur politique du Daily Mail.
À 22 ans, en 1946, il se rend à Paris, muni de ses économies et du mot d’une amie dont les parents possèdent un hôtel particulier avenue Montaigne. La gardienne le laisse choisir entre les 30 chambres. Il choisit la plus belle. Pendant un an, il s’applique à découvrir un Paris qui, « vu d’Égypte, est encore la capitale des arts, du goût et de la mode ». Une de ses activités favorites consiste à aller s'asseoir au jardin du Luxembourg, en compagnie d’un ami, et attribuer une note sur dix aux jolies Parisiennes qui passent : « J'ai vu des libellules ! » s’exclame-t-il. Au bout d'un an, ses économies se sont envolées. Il retourne en Égypte.
Mais Kiraz est tombé amoureux de Paris et, en 1948, il revient s’y installer pour de bon, « avec l’intention de tout voir, de vivre intensément et surtout de peindre ». Kiraz est un admirateur de Velasquez, de Vermeer, de Bonnard. À Montparnasse (il a son atelier boulevard Raspail), il côtoie les artistes. Il fréquente l’Académie de la Grande Chaumière, où il étudie le nu.
Avenue Montaigne, il a remarqué la rédaction du journal La Bataille. Il y collabore de 1949 à 1951. Il dessine ensuite dans Le Rouge et le Noir (1951-1952). C’est le 20 janvier 1951, dans le numéro 290 de Samedi Soir, qu’apparaît Line, sa première figure féminine. Et c’est le 6 août 1953, dans le numéro 423 de Samedi Soir, qu’il commence un « Carnet de belles ». Il collabore à ce journal jusqu’en décembre 1955. Mais il abandonne peu à peu le dessin politique, et poursuit sa rubrique « Carnets de belles » dans Ici Paris, de 1955 à 1964.

### Jours de France
En 1959, Marcel Dassault remarque les dessins de Kiraz dans Ici Paris. Il lui demande d’assurer deux pages de dessins d’humour dans son hebdomadaire, Jours de France. Marcel Dassault propose d’intituler ces deux pages « Les Parisiennes ». Kiraz trouve le titre affligeant, mais il accepte.
Jours de France voit apparaître les créatures sophistiquées de Kiraz — chaque semaine dans un décor nouveau : Parisiennes au bureau, Parisiennes au volant, Parisiennes en vacances… Ces nunuches filiformes, aux jambes démesurées, commencent par déconcerter. Puis elles séduisent. Écervelées, acidulées, pimpantes, sexy, elles proposent « une vision de la futilité française que seul un œil étranger pouvait capter ».
« Tout en ces filles élancées semblait défier la pesanteur », relève le peintre et essayiste Ange-Henri Pieraggi. Les yeux en amande, les lignes fluides, un trait stylisé de beaucoup de classe, les reflets de la mode, l’univers des beaux quartiers, le détail fashion, une aisance à interpréter l'air du temps, un humour très personnel imposent Kiraz comme un dessinateur complètement hors normes, et lui valent un grand succès. « Indépendantes, se souvient Carla Bruni, frivoles, infidèles mais traditionnelles, naïves mais aussi malignes, calculatrices mais spontanées, c’étaient les Parisiennes […] Les Parisiennes sont les Parisiennes, légères et intemporelles, et je souhaite bien du courage à leurs futurs maris ».
Le 26 décembre 1964, dans le numéro 528, apparaît sur toute une page, en plus des deux pages noir et blanc, un grand dessin couleur : le premier « Kiraz-color ». « Cette page phare était le rendez-vous hebdomadaire de nombreux lecteurs », rappelle Olivier Dassault. Un Kiraz-color n’est pas un dessin « mis en couleur », mais une exigeante composition tonale où Kiraz, qui semble ne travailler que par plaisir, peut s’adonner à sa passion première de la peinture. La légende humoristique vient souvent en dernier, le mercredi, vers quatre heures moins cinq, lorsque l’artiste « paniqué » reconnaît dans l’escalier le pas du coursier de Jours de France.
« Kiraz captait, dit Christian Lacroix, semaine après semaine, l'essence de la mode, d'une manière qui était celle d'un couturier. » Et le fait est que l’élégance des Parisiennes va inspirer plus d’un créateur. Le style de grands couturiers, celui de pionniers du prêt-à-porter (le New Look de Dior, Chanel, Courrèges, Cardin, Lacroix, Scherrer) trouvent une nouvelle impulsion dans les dessins de Kiraz. Modestement, Kiraz prétend s'inspirer lui-même de silhouettes aperçues dans la rue, de ces terrasses de café où il aime s’installer pour écouter et observer : « Les Parisiennes seules m’apportent un spectacle complet, une source d’énergie. Elle courent, elles bougent… Après quoi courent-elles ? […] À Paris seulement je trouve cette énergie et cette clarté, ou cette apparence de clarté. Parce que, bien sûr, je n’en sais pas plus… Je m’arrête avant d’en connaître davantage ».
Les choses se passent au mieux avec Marcel Dassault : « C’était un fan ! […] Pendant trente ans, il m’a foutu une paix totale ! Je faisais ce que je voulais, personne dans la rédaction n’avait le droit de me faire une remarque, c’était sacré ! Dassault attendait mon dessin tous les mercredis, il voulait qu’on le lui apporte en premier ! ». De 1959 à 1987, Kiraz publie dans Jours de France des milliers de dessins (jamais un dessin n’a été refusé). Quelques mois après la mort de Marcel Dassault, Kiraz arrête sa collaboration à Jours de France (no 1672, du 31 janvier 1987). L’hebdomadaire cesse de paraître deux ans plus tard.

### L’aprèsJours de France
Si le nom de Kiraz reste associé à l’histoire de Jours de France, le dessinateur collabore aussi à Gala (de 1995 à 2000), à Paris Match, à Vogue, à Glamour (septembre à décembre 1991), à ABC hebdomadaire (Espagne), à Ola (Espagne), à Grazia (Italie), et aussi à Playboy (dès 1970) où le dessin se fait plus coquin.
Ses Parisiennes sont également très demandées en publicité : Perrier (à partir de 1962), Scandale (1968-1969), Candia (début des années 1970), Loto, les stylos Parker (1978), Clio Chipie de Renault (1995), Canderel (1995 à 2003), Gaston De Lagrange, Monoprix, Nivea (1997), boutique Serendipity (à Sony Plaza, au Japon, en 2004), affiche de Paris plages 2013 pour la mairie de Paris, etc.
Kiraz meurt le 11 août 2020 dans le 6e arrondissement de Paris, à l'âge de 96 ans. Crématisé, ses cendres reposent dans une chapelle réaffectée de la 2e division du cimetière du Montparnasse.

## Publications

### Recueils
- Lissy, Diogènes, 1954
- Carnet de belles, Pulcinella, 1959
- Les Parisiennes, Denoël, 1963
- Les Parisiennes au volant, Éditions Denoël, 1966
- La Parfaite Secrétaire[17], Denoël, 1967
- Parlez-moi de moi : les Parisiennes, Denoël, 1973
- Sonate à quatre mains, Filipacchi-Denoël, 1978
- Les Femmes de Kiraz, Plon, 1985
- Les Parisiennes se marient, Assouline, 1994
- Je les aime comme ça, Denoël, 2000
- Kiraz, Jamais le premier soir, Éditions Denoël, 2001, 127 p. (ISBN 978-2-207-25256-7, présentation en ligne)
- Kiraz, Kiraz dans Playboy, Éditions Denoël, 2002, 107 p. (ISBN 978-2-207-25403-5, présentation en ligne)
- Kiraz, Elles et moi, Éditions Denoël, 2003, 128 p. (ISBN 978-2-207-25546-9, présentation en ligne)
- Kiraz, Mini drames, Éditions Denoël, 2005, 118 p. (ISBN 978-2-207-25749-4, présentation en ligne)

### Catalogue d'exposition
- Collectif, Les Parisiennes de Kiraz : [exposition], Musée Carnavalet-Histoire de Paris, 14 mai-21 septembre 2008, Paris, Paris Musées, juin 2008, 128 p. (ISBN 978-2-7596-0053-3, présentation en ligne)